# Rypinek
Rypinek – lewobrzeżne osiedle Kalisza usytuowane na skarpie doliny Prosny, na południe od Śródmieścia; włączone w granice administracyjne miasta w 1934 od gminy Kalisz.

## Historia
Osiedle historycznie powiązane z Zawodziem i Starym Miastem. Rypinek nazywany wcześniej Podgórzem stanowił część dawnej podkaliskiej wsi Dobrzec Mały; nazwa pochodzi od staropolskiego słowa ripa, oznaczającego groblę, wyżynę.  
Osią osiedla jest ulica Częstochowska, przy której znajduje się kościół pw. św. Gotarda, wzmiankowany w 1280 jako kościół filialny wsi Dobrzec Wielki (obecnie tereny osiedli Dobrzec P, Dobrzec W, Dobro oraz sołectwa Dobrzec).  
W 1807 Napoleon Bonaparte nadał Rypinek Józefowi Zajączkowi. W XIX wieku teren słynął z cegielni, wykorzystujących bogate złoża gliny (w 1978 największe wyrobisko zagospodarowano na Park Przyjaźni).  
W 1912 na Łęgu Rypinkowskim odbyła się Krajowa Wystawa Ogrodnicza zorganizowana przez Towarzystwo Ogrodnicze Warszawskie; w tym samym roku tereny powystawowe włączono do Parku Miejskiego.  
Przez Rypinek przebiega Trasa Bursztynowa, wybudowana w latach 2004–2010. 